# 海野道郎
海野 道郎（うみの みちお、1945年1月17日 - ）は、日本の社会学者。東北大学名誉教授、元学校法人宮城学院理事長、女子大学学長。専門は、社会学、数理社会学、環境社会学。

## 人物
1945年生まれ。1963年神奈川県立湘南高等学校卒。1968年東京大学工学部（工業化学科）卒。1970年東京大学大学院工学系研究科（工業化学専門課程）修士課程修了。1972年東京工業大学大学院理工学研究科（社会工学専攻）修士課程修了。1973年東京工業大学大学院理工学研究科博士課程中退（社会工学専攻）。同年東京工業大学理工学部助手、1976年関西学院大学社会学部専任講師。関西学院大学社会学部助教授、関西学院大学社会学部教授を経て、1984年東北大学文学部社会学科助教授。1991年東北大学文学部社会学科教授。2000年より同大大学院文学研究科教授。2001年東北大学評議員。2008年に定年退職し、同大教養教育院総長特命教授に就任。
2011年には宮城学院女子大学学長、2013年には学校法人宮城学院の学院長代行を兼務。学長任期満了で2014年3月末で退任する。その後、2016年より学校法人宮城学院の理事職に就いていたが、2019年11月28日、学校法人宮城学院理事長に就任。2022年11月27日、任期満了により退任。
環境問題に対する意識と行動、環境問題をはじめとする社会問題の発生メカニズム（社会的ジレンマ）とその制御、社会的不公平の問題、などについて、数学的モデルによる分析や社会調査データの統計的分析などを用いて研究している。

## 著書

### 単著
- 海野道郎『知的練達をめざして--ゼミ活動の記録』（関西学院大学総合教育研究室, 1985年）
- 海野道郎『社会的ジレンマ：合理的選択理論による問題解決の試み』（ミネルヴァ書房、2021年）

### 共著
- 安田三郎・海野道郎『社会統計学（改訂2版）』（丸善, 1977年）
- 原純輔・海野道郎『社会調査演習』（東京大学出版会, 1984年）

### 編著
- 『日本の階層システム〈2〉公平感と政治意識』（東京大学出版会, 2000年）

### 共編著
- （原純輔・海野道郎）『数理社会学の現在』（数理社会学研究会, 1985年）
- （海野道郎・原純輔・和田修一）『数理社会学の展開』（数理社会学研究会, 1988年）
- （盛山和夫・海野道郎）『秩序問題と社会的ジレンマ』（ハーベスト社, 1991年）
- （海野道郎・片瀬一男）『<失われた時代>の高校生の意識』（有斐閣,2008年）

### 訳書
- （共訳：レイモン・ブードン著・岡本雅典・海野道郎訳『社会学のロジック』（東洋経済新報社, 1978年）
- （分担訳　：西田春彦・安田三郎監訳） トマス・ファラロ著『数理社会学』（紀伊国屋書店, 1980年）
- （海野道郎・中村隆監訳）ジョージ・ボーンシュテット、デヴィッド・ノーキ著『社会統計学--社会調査のためのデータ分析入門』（ハーベスト社, 1990年）
- ヤン・エルスター著・海野道郎訳『社会科学の道具箱--合理的選択理論入門』（ハーベスト社, 1997年）
- （海野道郎解説）ハンス・ザイゼル著　佐藤郁也訳『数字で語る--社会統計学入門』（新曜社, 2005年）
- （海野道郎・金澤悠介訳）ケン・ビンモア『ゲーム理論』（岩波書店,2010年）

### 編集顧問
- 『数理社会学事典』（丸善、2022年）
- 環境社会学会編『環境社会学事典』（丸善、2023年）